# کلیسای جامع سان سالواتور

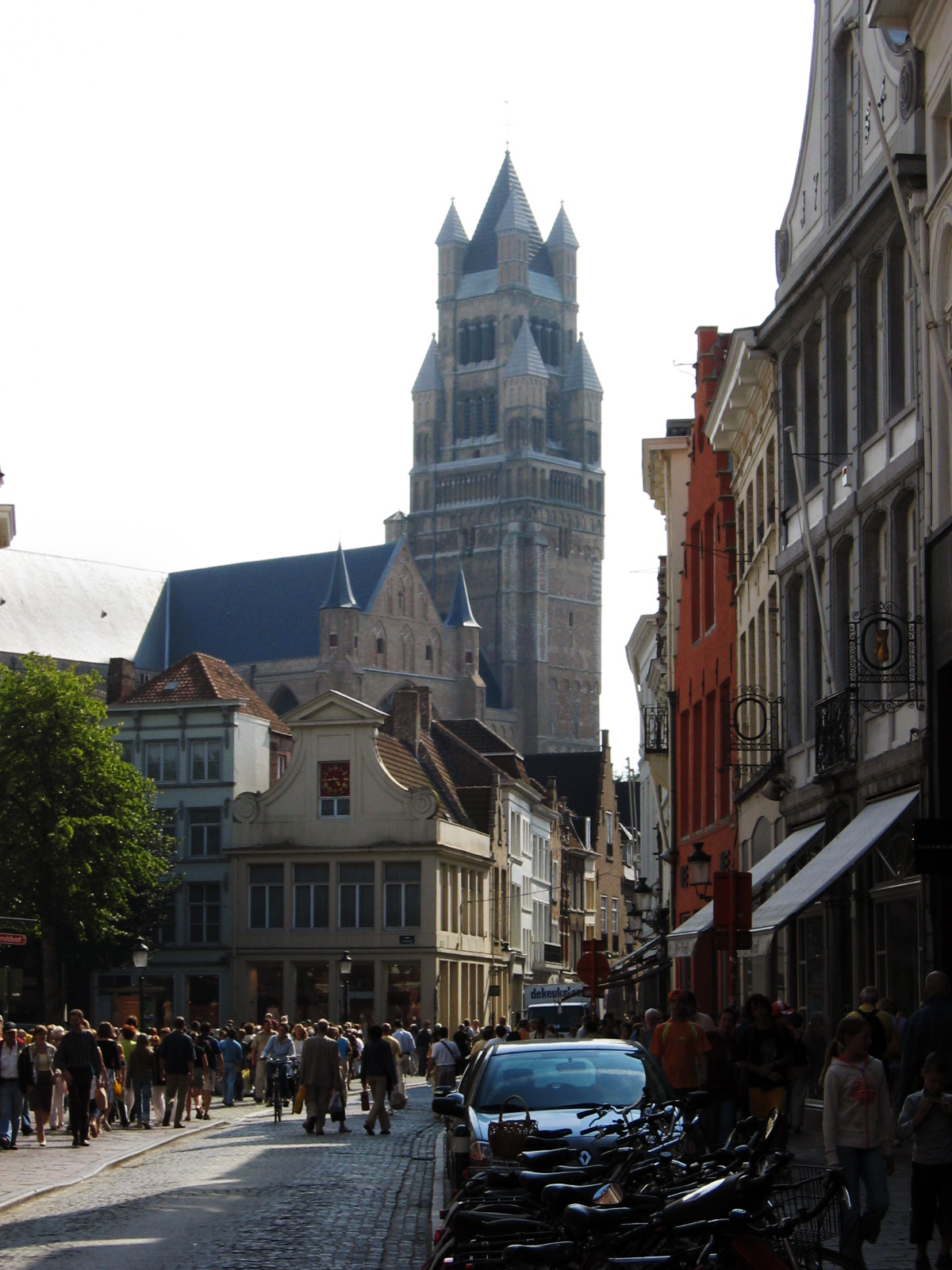
کلیسای جامع سان سالواتور.

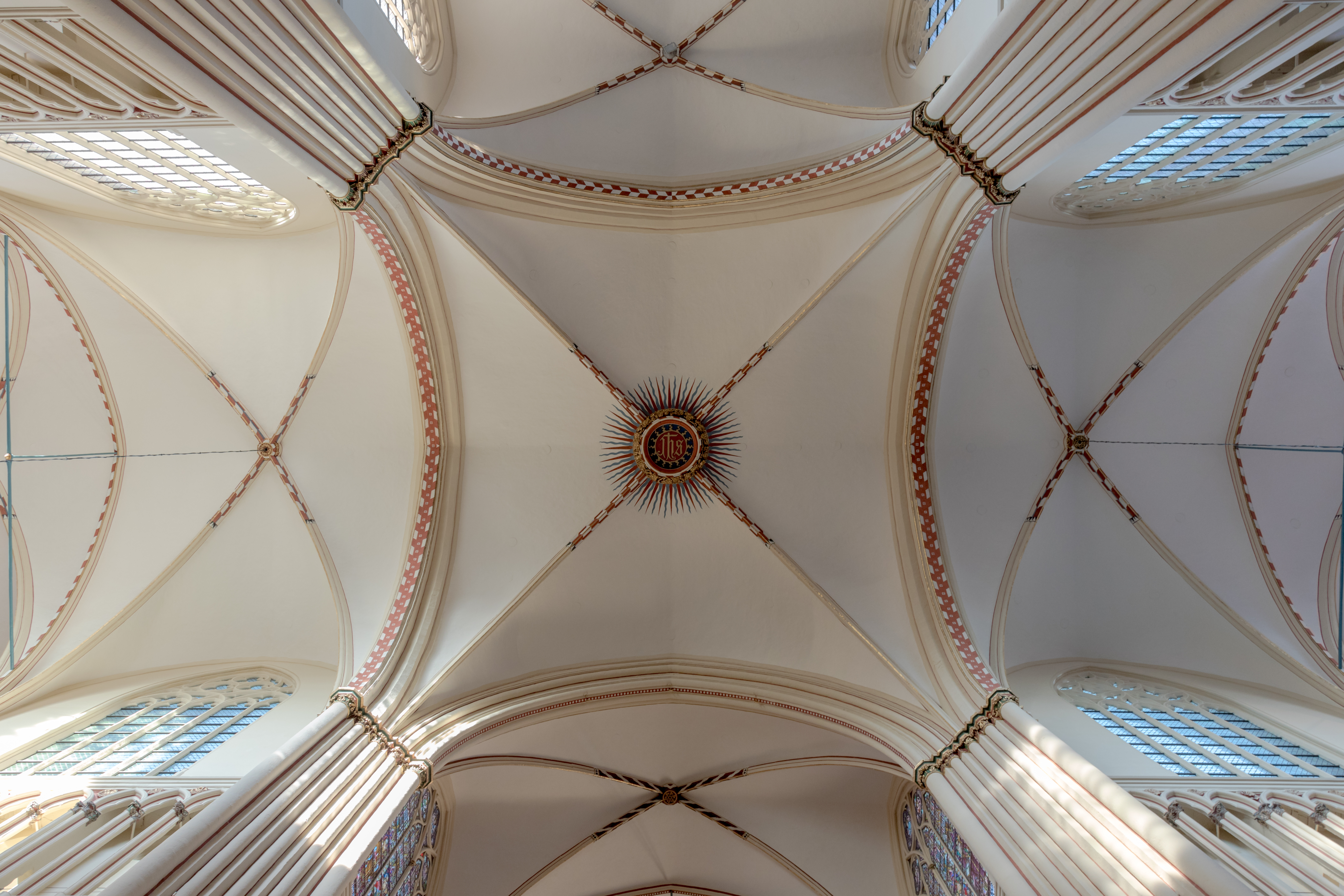
نمایی از سقف طاقی‌شکلِ شبستان کلیسای جامع سان سالواتور. این کلیسای جامع، متعلق به کلیسای کاتولیک است و در سبک معماری گوتیک بنا شده‌است.

کلیسای جامع سان سالواتور (به انگلیسی: St. Salvator's Cathedral) یک کلیسای جامع واقع در بروخه، فلاندر، در بلژیک امروزی است. این کلیسای جامع به Verrezen Zaligmaker و Saint-Donatius از Reims اختصاص یافته‌است.
کلیسای جامع سان سالواتور، کلیسای اصلی شهر و یکی از معدود بناهایی در بروخه است که از یورش قرون گذشته بدون صدمه جان سالم به در برده‌است. با این وجود، دستخوش تغییر و نوسازی شده‌است. این کلیسا در ابتدا به منظور یک کلیسای جامع ساخته نشده‌است. در قرن ۱۹ این وضعیت به آن اعطا شد.
در سال ۱۲۵۰ ساخت کلیسای فعلی انجام شد که حدود یک قرن به طول انجامید. در اواخر قرن ۱۸ میلادی، اشغالگران فرانسوی، بروخه را تصرف نمودند و اسقف بروخه را بیرون کرده و محل سکونت را نابود کردند.